# Annisse
Annisse er en landsby i Nordsjælland med 321 indbyggere  (2024). Annisse er beliggende i Annisse Sogn ved Arresø fem kilometer syd for Helsinge og 13 kilometer nordvest for Hillerød. Landsbyen tilhører Gribskov Kommune og er beliggende i Region Hovedstaden.
Annisse Kirke og idrætsforeningen Annisse IF ligger i landsbyen.